# Tserendordschiin Dagwadordsch
Tserendordschiin Dagwadordsch (mongolisch Цэрэндоржийн Дагвадорж, * 25. Oktober 1940) ist ein mongolischer Bogenschütze.
Dagwadordsch nahm an zwei Olympischen Spielen teil; bei den Olympischen Spielen 1976 in Montréal belegte er Rang 35; 1980 in Moskau wurde er 39.